# Bjørnevatn
Bjørnevatn è un paese nella regione Nord-Norge nella contea di Finnmark. Si trova a circa 8 km a sud della città di Kirkenes e a 4 km a ovest dal confine tra Norvegia e Russia